# Щ-205
«Щ-205» — советская дизель-электрическая торпедная подводная лодка времён Второй мировой войны, принадлежит к серии V-бис 2 проекта Щ — «Щука».
Была в составе 1-й бригады подводных лодок Черноморского флота.

## Служба
Совершила 6 боевых походов. 
С началом войны на боевые позиции из Севастополя вышли три советские подводные лодки — Щ-205, Щ-206 и Щ-209. Этот первый выход окончился неудачно — Щ-206 не вернулась на базу, а две другие лодки противника не обнаружили. Командиру Щ-205 капитан-лейтенанту П. С. Дронину была поставлена боевая задача — занять позицию в районе мыса Сфынтул-Георге (Олинька). Пробыв в море 18 суток, лодка 9 июля вернулась в Севастополь. После проверки штурманских прокладок и журнала боевых действий выяснилось, что “Щука” не дошла до назначенной позиции, что было расценено как трусость и невыполнение командиром боевого приказа. Капитан-лейтенант П. С. Дронин был предан суду военного трибунала и по его приговору расстрелян.
Потопила два судна в третьем походе:
Турецкий пароход «Дуатепе» (128 брт) — 18 мая 1942
Турецкий пароход «Сафак» (682 брт) — 23 мая 1942
1 марта 1943 подлодке Щ-205 присвоено звание «Гвардейская».

## Командиры
- капитан-лейтенант Дронин Павел Севастьянович (расстрелян 5 августа 1941,[2] после первого боевого похода)
- капитан-лейтенант Сухомлинов, Павел Денисович (затем гвардии капитан 3-го ранга) — войну встретил в качестве старпома на «С-33», с августа 1941 года и до конца войны бессменный командир Щ-205. За время войны награждён орденами Красного Знамени (1942), Отечественной Войны I степени (1944), Нахимова II степени (1945).